# Gjógv
Gjógv este un oraș din Insulele Faroe.